# Donji Meljani
Donji Meljani est un village de la municipalité de Slatina situé dans le comitat de Virovitica-Podravina en Croatie.